# Fritz Grub
Fritz Grub genannt Schnäger (* 20. November 1883 in Limbach, heute Kirkel; † 19. März 1962 ebenda) war ein deutscher Bäcker und Politiker der  Christlichen Volkspartei des Saarlandes.

## Leben
Grub besuchte die Volksschule in Limbach und erlernte bei seinem Vater den Beruf des Bäckers. Nach dem Besuch der Landwirtschaftsschule in Zweibrücken und der Ablegung des Militärdienstes arbeitete er in mehreren Bäckereien und schloss die Meisterprüfung mit Auszeichnung ab. Im Jahr 1906 war er an der Gründung des TV 06 Limbach beteiligt, bei dem er als Turnwart und von 1913 bis 1926 als Vorsitzender fungierte. Im Jahr 1908 gründete er in Limbach eine eigene Bäckerei mit landwirtschaftlichem Betrieb, im selben Jahr heiratete er Berta Leibrock. Im Jahr 1914, kurz nach Ausbruch des Ersten Weltkriegs, wurde er zum Kriegsdienst eingezogen. Gleich zu Beginn wurde er dabei so schwer verwundet, dass ihm das rechte Bein amputiert werden musste. Trotzdem führte er später seine berufliche Tätigkeit weiterhin aus.
Seine politische Karriere begann Grub im Jahr 1923 im Limbacher Gemeinderat und im Bezirkstag, dem späteren Kreistag. Nachdem er bereits im Jahr 1920 erfolglos für den Gemeinderat kandidiert hatte, gelang ihm drei Jahre später der Einzug in beide Räte, im Jahr 1926 wurde er zudem in den Bezirksausschuss gewählt. Im Jahr 1927 gründete er die Molkereigenossenschaft Limbach-Altstadt, als deren Vorsitzender er auch fungierte. Im selben Jahr wurde er vom Gemeinderat zum Bürgermeister von Limbach gewählt. Im Jahr 1933 übernahm Grub auch das Amt des Vorsitzenden der Limbacher Raiffeisenkasse. Nach der prodeutschen Volksabstimmung im Saargebiet im Jahr 1935 wurde er von den Nationalsozialisten des Bürgermeisteramtes enthoben. Nach dem Einmarsch der US-Amerikaner wurde er im Jahr 1945 von diesen erneut zum Bürgermeister ernannt. Im selben Jahr übernahm er den Vorsitz des Kreisinnungsverbandes in Homburg. Nach den Gemeinderatswahlen im Jahr 1946 erhielt seine Partei, die CVP, keine Mehrheit, sodass er mit den Stimmen von SPS und KP aus dem Bürgermeisteramt abgewählt wurde. Er blieb aber einige Jahre lang einfaches Mitglied des Gemeinderats. Im Jahr 1947 wurde er in den ersten Landtag des Saarlandes gewählt, dem er bis zum Ende der Wahlperiode 1952 angehörte.

## Ehrungen
- Bundesverdienstkreuz am Bande (14. August 1959)[1]